# Taglio (cinema)
Nel mondo del cinema, il taglio (in inglese "cut") è l'esclusione di una scena da un film.
Il regista può decidere di "tagliare" una scena se la ritiene non necessaria e questo può avvenire sia per scene previste nella sceneggiatura e non ancora girate sia per scene già girate e montate. I tagli possono riguardare anche una porzione di una scena ritenuta troppo lunga o dispersiva. 
I tagli possono anche essere ordinati dalla produzione (ad esempio per ridurre le spese evitando di girare scene costose), dalla censura (oggi assai rari), su suggerimento del montatore, oppure possono essere decisi in seguito a una proiezione di prova in cui ci si accorge che il film non piace al pubblico (a queste proiezioni-test è invitato un "pubblico campione" al quale si chiede, al termine del film, di riempire una scheda contenente delle semplici domande). 
Nella maggior parte dei casi, i tagli sono necessari per mantenere il ritmo del film e il livello di attenzione dello spettatore, anche se nella storia del cinema non sono mancati casi di film pesantemente tagliati per ragioni prettamente commerciali o distributive, andando perfino contro il volere del regista. Ad esempio: per evitare che un film riceva un divieto ai minori (pregiudicandone parte dell'incasso), si possono tagliare le scene violente o di sesso; per rendere il film più appetibile allo spettatore medio, si può tagliare un finale troppo pessimistico e magari rigirarlo per ottenere il lieto fine (il cosiddetto "happy ending"); per ottenere un numero maggiore di spettacoli proiettabili in un giorno, e quindi un maggiore incasso, si può decidere di ridurre la durata del film (un film di un'ora e mezza può essere proiettato quattro volte in una sera, mentre un film di tre ore solo due volte).
Grazie all'introduzione del DVD, è oggi possibile vedere le scene tagliate nel caso siano incluse negli "extra". Per i film di grande importanza, le scene tagliate presenti nel DVD costituiscono spesso il motivo principale dell'acquisto, essendo quasi impossibile reperirle in altro modo. In alcuni casi inoltre, i DVD presentano una versione allungata del film, contenente alcune delle scene tagliate e non presenti nella precedente versione o in quella distribuita nelle sale cinematografiche. Quando queste nuove versioni sono montate dal regista, prendono il nome di "director's cut". Può accadere che un film fosse originariamente più lungo della versione giunta fino a noi. Questo accade, ad esempio, per film che nel corso dei decenni hanno subito tagli per i motivi più disparati o a seguito dell'intervento di censori di differenti nazionalità. Non è raro trovare in una cineteca versioni di film con una durata leggermente diversa dalle versioni conservate in altre cineteche.
A seguito dell'introduzione della cosiddetta "fascia protetta", finalizzata a evitare che siano messe in onda trasmissioni vietate ai minori negli orari di maggiore ascolto, può verificarsi che determinati film subiscano dei tagli da parte dell'emittente televisiva. Spesso questi tagli sono richiesti da associazioni, come il Moige, che tutelano i diritti dei minori.